# Santa Maria de l'Estrada
Santa Maria de l'Estrada és una església del poble de l'Estrada, al municipi d'Agullana, inclosa en l'Inventari del Patrimoni Arquitectònic de Catalunya.

## Descripció
La capella de Santa Maria de l'Estrada és d'una nau, amb tres capelles laterals per banda i absis poligonal (cinc cares). Al frontis hi ha la portalada, rectangular amb pedra granítica; sobre la llinda hi ha una mena de frontó triangular amb una fornícula i al damunt, dins d'un cercle, la data 1780. Al bell mig de la façana hi ha un rosetó i sota el vèrtex de l'hastial un ull de bou monolític. A l'extrem sud del frontis hi ha la base quadrada un cloquer.

## Història
Santa Maria de l'Estrada apareix esmentada els segles XII i XIV, encara que l'edifici actual sigui de 1780. Tanmateix, Monsalvatge parla del fet que durant la invasió francesa de 1675 es va fer servir de quarter de cavalleria.